# Fort Moore

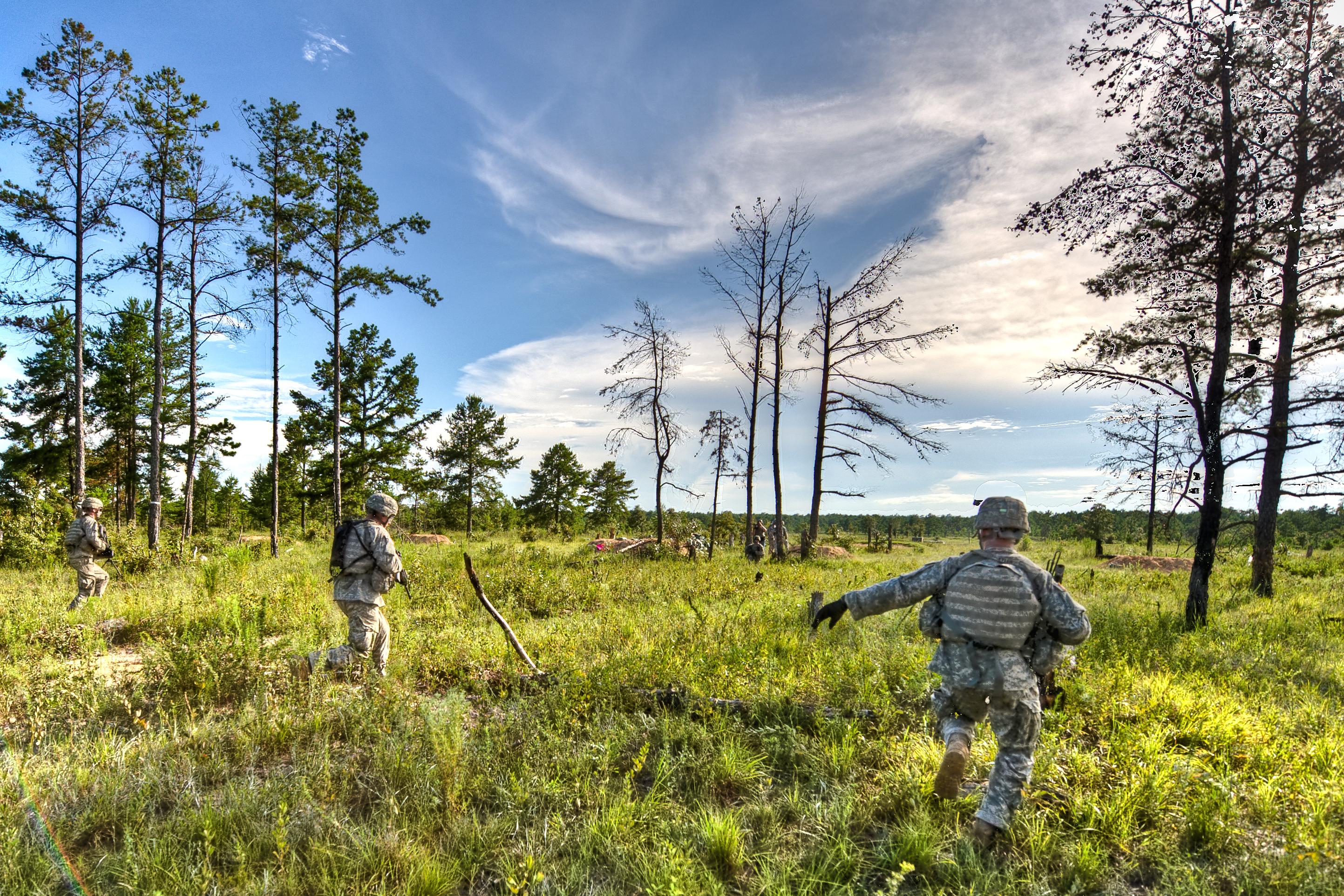
Övningsområdet Galloway Range på Fort Moore.

Fort Moore är en militärbas tillhörande USA:s armé på 74 000 hektar som är belägen i Chattahoochee County utanför staden Columbus i delstaten Georgia på gränsen till Alabama.

## Bakgrund
Basen fick sitt ursprungsnamn, Fort Benning, efter Henry L. Benning (1814-1875), en brigadgeneral i sydstatsarmén under amerikanska inbördeskriget.
Namngivningskommissionen som inrättades i och med 2021 års National Defense Authorization Act, för att ta bort hyllningar av Sydstaterna från anläggningar i USA:s försvarsdepartement, har under 2022 föreslagit ett namnbyte på basen till Fort Moore.

## Verksamhet
Fort Moore är infanteriets hemplats eftersom United States Army Infantry School, där samtliga infanterister utbildas, funnits här sedan 1918, lika länge som anläggningen, som ursprungligen hette Camp Benning fram till 1922. Infanteriskolan ingår Maneuver Center of Excellence som är en del av United States Army Training and Doctrine Command.
På området finns även arméns Officer Candidate School (OCS), Western Hemisphere Institute for Security Cooperation och United States Army Armor School (som fram till 2010 fanns vid Fort Knox).